# Августин (Горняк)
Августин Евгений Горняк (укр. Августин Євген Горняк, англ. Augustine Eugene Hornyak; 7 октября 1919, с.Куцура, Воеводина, Королевство Югославия — 16 ноября 2003, Лондон, Великобритания) — епископ Украинской грекокатолической церкви, первый апостольский экзарх Великобритании с 18 апреля 1963 года по 29 сентября 2003 год, член монашеского ордена василиан святого Иосафата.

## Биография
Августин Горняк родился 7 октября 1919 года в селе Куцура, Королевство Югославия. С 1940 года обучался в Папской украинской коллегии святого Иосафата. 25 марта 1945 года Августин Горняк был рукоположён в священника епископом Иваном Бучко, после чего он продолжил обучение в Риме. С 1941 года преподавал в грекокатолической семинарии в Питтсбурге.
В 1956 году Августин Горняк вступил в монашеский орден василиан святого Иосафата.
14 августа 1961 года Римский папа Иоанн XXIII назначил Августина Горняка титулярным епископом Гермонтиса и вспомогательным епископом апостольского экзархата Англии и Уэльса. 26 октября 1961 года состоялось рукоположение Августина Горняка в епископа, которое совершил митрополит филадельфийский Амвросий Сенишин в сослужении с апостольским экзархом Западной Канады Исидором Борецким и епископом стемфордским Иосифом Шмондюком.
18 апреля 1968 года апостольский экзархат Англии и Уэльса был преобразован в апостольский экзархат Великобритании и Августин Горняк был назначен экзархом.
Августин Горняк принимал участие в работе I, II, III и IVсессиях II Ватиканского собора.
29 сентября 1987 года Августин Горняк вышел на пенсию. Скончался 16 ноября 2003 года и был похоронен в родном селе Куцура в Югославии.